# ستيف ماكنير
ستيف ماكنير (بالإنجليزية: Steve McNair) (و. 1973 – 2009 م) هو لاعب كرة قدم أمريكية أمريكي، ولد في ماونت أوليف، مركز لعبه هو ظهير ربعي، توفي في ناشفيل، تينيسي، عن عمر يناهز 36 عاماً.

## التعليم
تعلم في جامعة ألكورن الحكومية.

## روابط خارجية
- ستيف ماكنير على موقع إي إس بي إن.كوم (أن.أف.أل)3
- ستيف ماكنير على موقع مرجع كرة القدم المحترفة.كوم (الإنجليزية)
- ستيف ماكنير على موقع قاعة ميسيسيبي للمشاهير الرياضية (الإنجليزية)
- ستيف ماكنير على موقع قاعة تينيسي للمشاهير الرياضية (الإنجليزية)